# Synanthedon mellinipennis
Synanthedon mellinipennis is een vlinder uit de familie wespvlinders (Sesiidae), onderfamilie Sesiinae.
Synanthedon mellinipennis is voor het eerst wetenschappelijk beschreven door Boisduval in 1836. De soort komt voor in het Nearctisch gebied.